# House Rulez
House Rulez (kor. 하우스룰즈) ist eine südkoreanische House-DJ-Gruppe. Sie gehören zum Label Aftermoon Records.

## Geschichte
House Rulez wurde 2006 von Seo-ro, Pa-ko und Yeong-hyo gegründet. Seo-ro ist das einzige Mitglied, das für die Musik verantwortlich ist. Zudem spielt er Saxophon. Pa-ko und Yeong-hyo tanzen während der Auftritte und animieren das Publikum. Zudem ist Pa-ko der Stylist der Gruppe, während Yeong-hyo die Partys plant. Die Gruppe hat kein Mitglied, das für den Gesang zuständig ist, weshalb Gastsänger und -sängerinnen für Auftritte und Lieder eingeladen werden. Seo-ro steuert manchmal ebenfalls den Gesang bei.
Bevor die Gruppe gegründet wurde, waren alle Mitglieder bereits in der Musikbranche tätig. Seo-ro produzierte u. a. für S.E.S, BoA oder Hwayobi Musik. Pa-ko und Yeong-hyo arbeiteten als Tänzer und Choreografen zusammen mit populären südkoreanischen Künstlern wie Lee Hyori oder Seo Taiji.
Das erste Album der Gruppe, Mojito, wurde 2008 mit dem Korean Music Award in der Kategorie Bestes Dance- & Electronic-Album ausgezeichnet.

## Diskografie

### Alben
- 2007: Mojito
- 2007: Mojito (Repackage Edition)
- 2008: Star House City
- 2010: Magic Television
- 2010: House Rulez Corean DJ Remix (Remixalbum)
- 2014: Road to Venue

### EPs
- 2007: Hotel Plaza
- 2009: Pool Party
- 2009: Tom N Toms Coffee Break (mit Enne)
- 2010: Winter 2010

### Singles
- 2009: Cheers!
- 2011: Happy New Year!